# Culture Beat
Culture Beat é um grupo alemão de eurodance formado em 1989 por Torsten Fenslau. O grupo passou por uma série de mudanças em sua formação ao longo do tempo, mas eles alcançaram o sucesso enquanto eram liderados pela cantora Tania Evans e o rapper Jay Supreme. Seu single "Mr. Vain", de 1993, foi um hit número um em 11 países europeus, e o grupo vendeu mais de 10 milhões de discos no mundo inteiro.

## Biografia

### Origem e formação
Torsten Fenslau, que  desejava  se tornar um arquiteto, trabalhou como DJ na boate Dorian Gray em Frankfurt durante 11 anos quando  decidiu formar o Culture Beat com seus amigos Jens Zimmermann e Peter Zweier.

### 1989–1991:Horizon
Seu primeiro single  foi  "Der Erdbeermund”, em alemão, cantado por Jo van Nelsen,  e que alcançou a posição nº 11 na parada musical alemã. Versões em inglês e francês também foram lançados (intituladas "Cherry Lips" e "Les Lèvres cerises", respectivamente). Uma versão instrumental também foi lançada e tornou-se um hit nos clubes do Reino Unido, onde alcançou o número 55.
Pouco tempo depois, Torsten recrutou o rapper norte-americano Jay Supreme e cantora alemã Lana Earl para integrarem o Culture Beat. Enquanto o segundo single "I like you" alcançou o 22º lugar nas paradas musicais, seu quarto single "No Deeper Meaning" conseguiu chegar a quinta posição na Holanda e o terceiro lugar na lista RPM Dance Chart do Canadá. Eles lançaram em 1991 o primeiro álbum do grupo, Horizon, que teve repercussão razoável.

### 1993–1994:Serenitye o sucesso internacional
Em 1993 Lana foi substituída pela cantora britânica Tania Evans. A música "Mr. Vain" se tornou o maior sucesso do grupo até à data, chegando a número 1 em 13 países, incluindo Alemanha, Austrália e Reino Unido. Foi também o primeiro hit do grupo nos Estados Unidos, atingindo o 17º na parada Hot 100 da Billboard. O single foi certificado três vezes com Disco de Ouro na Alemanha, vendendo mais de 750.000 unidades, e também conseguiu o status de ouro em vários outros países, incluindo os EUA. No Brasil, a música teve grande sucesso e integrou a trilha sonora internacional da novela Sonho Meu.
Os singles "Got to get it" e "Anything" também foram hits pan-europeus, e o segundo álbum, Serenity foi premiado no ECHO Awards por ser o álbum de um grupo alemão de maior vendagem no exterior, com mais de 2 milhões de cópias. Torsten Fenslau também foi nomeado pela Echo como o Melhor Produtor do Ano.
Em 6 de novembro de 1993, Torsten Fenslau morreu em um acidente de carro em Messel (distrito de Darmstadt) aos 29 anos de idade.
O grupo apresentou-se no Brasil em 1994 e a contaram com  músicos brasileiros, dentre eles, Maurício Manieri (teclados), Sérgio Bartolo (Baixo) e James Müller (bateria).

### 1995–1996:Inside Out
Frank Fenslau, irmão de Torsten Fenslau, assumiu o cargo de gerente do grupo e coordenou em 1995 o lançamento do terceiro álbum chamado Inside Out. A faixa-título foi lançada como single em novembro de 1995 e alcançou o número 5 na Alemanha e número 32 no Reino Unido. 
Em 1996 foram extraídos mais três singles: "Crying in the Rain", que alcançou o nº 8 na Alemanha e nº 29 no Reino Unido,"Take Me Away" e "Walk the Same Line" que foram mais discretos nas paradas.

### 1997–1998: Grandes mudanças eMetamorphosis
Em 1997, Frank decidiu direcionar o Culture Beat para um rumo musical diferente, transferindo o género musical de dance para um som mais pop comercial. Ele também substituiu Tania Evans pela norte-americana Kim Sanders, que tinha atuado como vocal feminino no single "Impossible" do grupo Captain Hollywood Project.
Jay Supreme permaneceu após a saída de Tânia, mas durante a gravação do próximo álbum ele decidiu deixar o grupo e os vocais masculinos foram produzidos pelo rapper Next Up .
Lançado em 1998, o álbum Metamorphosis teve vendas menores do que os anteriores e permaneceu no Top 20 das paradas musicais de álbuns por apenas quatro semanas.

### 2001–atualmente: Singles e situação atual
Três anos mais tarde, a cantora britânica Jacky Sangster substituiu Kim como vocalista feminino. O single "Insanity", lançado em 2001, fracassou na Alemanha, no entanto, foi hit número 1 em Israel.
Em 2003, para comemorar dez anos desde o lançamento do maior hit do grupo, uma nova versão de "Mr. Vain", intitulada "Mr. Vain Recall", foi lançada na Alemanha e chegou a nº 7 na parada de singles. Em 2004, foi realizado um pacote Greatest Hits como um plano para apresentar um álbum tendo Jacky como vocalista, mas o lançamento foi cancelado antes que o single "Can't Go on Like This (No No)" fosse divulgado.
Em maio de 2008, um novo single, "Your Love" foi lançado na Alemanha através Superstar Records. No ano seguinte Jacky apresentou-se no evento "Back 2 90´s", realizado na cidade de Riga, capital da Letônia, em 20 de março de 2009 ao lado de Ace of Base, Haddaway, Dr. Alban e 2 Unlimited.
Em janeiro de 2013, uma coletânea foi lançada, The Loungin' Side of, que contém versões acústicas e ao vivo de hits dos álbuns Inside Out e Metamorphosis.

## Discografia
Álbuns de estúdio
- 1991 - Horizon
- 1992 - Serenity
- 1995 - Inside Out
- 1998 - Metamorphosis

## Integrantes

### Formação atual
- Frank Fenslau – Teclados e programação (1994 – atualmente)
- Jacky Sangster – Vocais (2001– atualmente)

### Ex-integrantes
- Torsten Fenslau – Teclados e programação (1989–1993)

- Lana Earl – Vocais (1989–1993)
- Juergen Katzmann - Guitarra, teclado e programação (1989–1995)
- Jay Supreme – Vocais (1989–1998)
- Jens Zimmermann – Teclado e programação(1989–1991)
- Peter Zweier – Teclado e programação (1989–1994)
- Tania Evans – Vocais (1993–1997)
- Kim Sanders – Vocais (1998–1999)